# Question écologique
Au XXIe siècle, l'expression de question écologique désigne l'état d'interrogation profonde – voire de désarroi – dans lequel se trouvent plongés certains membres de la société (politiques, économistes, ingénieurs, juristes...) confrontés aux problèmes liés à la transformation radicale de l'environnement naturel et humain, à la suite de la crise écologique : dans la nouvelle société post-industrielle, les modes de production et de consommation sont amenés à évoluer profondément sous l'effet de la prise de conscience des enjeux de développement durable.

## Historique
On peut considérer que la question écologique a surgi dès les années 1970, avec la publication de The limits to growth (Les Limites à la croissance en français) par le Club de Rome en 1972 et, la même année, la tenue de la Conférence des Nations unies sur l'environnement de Stockholm, qui constitue le premier sommet de la Terre.
D'un point de vue historiographique, la première réponse à cette question a été l’apparition d’une histoire dite environnementale, aux frontières longtemps floues et discutées. William Cronon, l’un des principaux représentants de cette histoire aux États-Unis, observait qu’en Amérique du Nord, elle surgit directement des luttes écologiques des années 1960.
La notion de « question écologique » fait pour la première fois l'objet d'un livre avec La question écologique du sociologue français Philippe Zarifian, en 2011. La même année, cette notion apparaît sous la plume de Falk van Gaver, dans son livre L'écologie selon Jésus-Christ, consacré à l'écologie intégrale.

## Tentatives de réponse

### Réponse du catholicisme
Le pape François a publié en juin 2015 une encyclique, Laudato si', sur la « sauvegarde de la maison commune » dans laquelle, après avoir décrit « ce qui se passe dans notre maison » (chapitre I), l'« évangile de la Création » (chapitre II) et « la racine humaine de la crise écologique » (chapitre III), il propose « une écologie intégrale » (chapitre IV), articulée autour de « l'écologie environnementale, économique et sociale » (c'est-à-dire les trois piliers du développement durable), de « l'écologie culturelle », de « l'écologie de la vie quotidienne », du « principe du bien commun » et de « la justice entre générations ». Pour François, « tout est lié », de sorte que les questions écologiques sont indissociables des questions sociales .

### Réponse politique
Dans la plupart des pays, on a créé, depuis les années 1970, des ministères chargés de l'environnement.
En France, la constitution a été enrichie en 2005 par l'introduction dans le préambule de la Constitution d'une Charte de l'environnement. En 2019, à la suite de la crise des Gilets jaunes, le président Macron a décidé de lancer une Convention citoyenne pour le climat, qui a remis ses conclusions en juin 2020.
En France, la question écologique est rattachée depuis le 16 mai 2022 à la Première ministre, accompagnée de deux ministres, l'un chargé de la Transition écologique et de la Cohésion des territoires, l'autre de la Transition énergétique.